# Ospriocerus youngi
Ospriocerus youngi là một loài ruồi trong họ Asilidae. Ospriocerus youngi được Martin miêu tả năm 1968. Loài này phân bố ở vùng Tân nhiệt đới và Tân Bắc giới.